# 조성 (심리학)
조성 (shaping) 은 원하는 행동에 근접해 갈수록 이를 계속해서 강화하는 조작적 학습 절차다.

## 같이 보기
- 동물 실험